# جيسيكا بيل
جيسيكا كلير بيل (بالإنجليزية: Jessica Claire Biel)‏ أو جيسيكا كلير تمبرليك (بالإنجليزية: Jessica Claire Timberlake)‏ (مواليد 3 مارس 1982 –) المعروفة باسمها الفني جيسيكا بيل (بالإنجليزية: Jessica Biel)‏ هي ممثلة وعارضة أمريكية. بدأت بيل مسيرتها كمغنية في مسلسل الجنة السابعة (1996–2006) في دور «ماري كامدن». كما مثلت في أفلام عديدة منها: مجزرة منشار تكساس (2003)، وبليد: الثالوث (2004)، وفريق النخبة (2010)، وتوتال ريكول (2012). في عام 2017 كانت بيل هي المنتج التنفيذي لسلسلة الدراما المحدودة الآثم الذي تم بثه علي يو إس إيه نيتورك، ولعبت فيه الدور الرئيسي، والتي تلقت بسببه ترشيحا لجائزة الغولدن غلوب كأفضل ممثلة، وترشيح لجائزة الإيمي برايم تايم كأفضل ممثلة رئيسية في مسلسل قصير أو فيلم تلفزيوني.

## نشأتها
ولدت بيل في 3 مارس 1982، في إلي، مينيسوتا، الولايات المتحدة. والدها «جوناثان بيل»، وهو مستشار أعمال، وعامل في شركة جنرال إلكتريك. والدتها «كيمبرلي بيل»، وهي ربة منزل، ومعالجة روحية. تنقلت عائلة بيل بشكل متكرر خلال طفولتها، حيث عاشت في تكساس، وكونيتيكت، ووودستوك في ولاية إلينوي، واستقرت في بولدر في ولاية كولورادو. أثناء نشأتها لعبت بيل كرة القدم، كما تدربت علي رياضة الجمباز.

## الحياة الشخصية

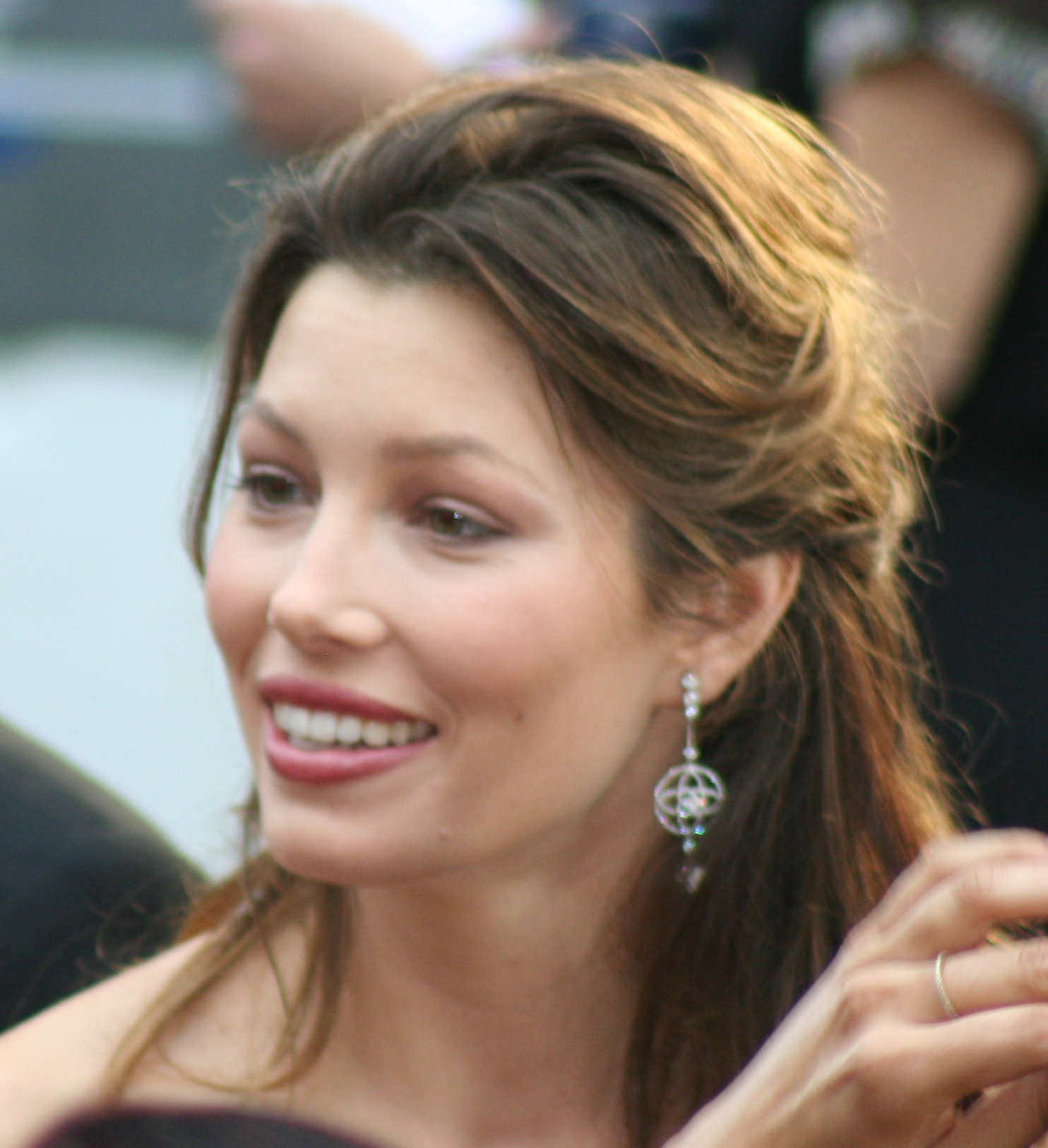
جيسيكا بيل-2009

في عام 1998 بدأت بيل في علاقة حب مع الممثل آدم لافورغنا الذي مثل معها في مسلسل الجنة السابعة، والتقيا في فيلم سأكون بالمنزل لعيد الميلاد، وانفصلا في عام 2001. وفي عام 2001 بدأت في علاقة حب مع الممثل كريس إيفانز، وانفصلا عام 2006. وفي عام 2007 بدأت في علاقة حب مع المغني والممثل الشهير جاستن تمبرليك، وانفصلا في عام 2011، ولكنهما عادا مرة أخري بعد فترة قصيرة، وتمت خطوبتهما في ديسمبر من نفس العام، ثم تزوجا في 19 أكتوبر 2012، في منتجع بورجو اجنازيا، في فاسانو، في إيطاليا. وفي عام 2015 أنجبت منه ابنهما الأول «سيلاس راندال تمبرليك».

## أعمالها

### أفلام[17]
- (1994): أنه عالم رقمي
- (1997): ذهب أولي
- (1998): سأكون بالمنزل لعيد الميلاد
- (2001): صيد الصيف
- (2002): قواعد الجذب
- (2003): مجزرة منشار تكساس
- (2004): هاتف خلوي
- (2004): بليد: الثالوث
- (2005): تسلل
- (2005): لندن
- (2005): إليزابيث تاون
- (2006): المخادع
- (2006): وطن الشجعان
- (2007): التالي
- (2007): أنا الآن أعلن أنكما تشاك ولاري
- (2008): ثقب في ورقة السماء
- (2008): فضيلة سهلة
- (2009): مسحوق أزرق
- (2009): الكوكب 51 (دور صوتي)
- (2010): عيد الحب
- (2010): فريق النخبة
- (2011): حواء السنة الجديدة
- (2012): الرجل الطويل
- (2012): توتال ريكول
- (2012): هتشكوك
- (2012): يلعب ليبقي
- (2013): حقيقة إيمانويل
- (2015): حب بالصدفة
- (2015): قلب نازف
- (2016): كتاب الحب
- (2016): نوع من القتل
- (2016): سبارك (دور صوتي)
- (2017): صدمة ورعب

### مسلسلات[17]
- (1996–2006): الجنة السابعة
- (2004): جوني برافو
- (2005، 2013): فاميلي غاي (دور صوتي)
- (2009): ساترداي نايت لايف
- (2014): الفتاة الجديدة
- (2016–2018): بوجاك هورسمان
- (2017–حتي الآن): الآثم
- (2019–حتي الآن): لايم تاون

## وصلات خارجية
- جيسيكا بيل على موقع IMDb (الإنجليزية)
- جيسيكا بيل على موقع ميتاكريتيك (الإنجليزية)
- جيسيكا بيل على موقع روتن توميتوز (الإنجليزية)
- جيسيكا بيل على موقع مونزينجر (الألمانية)
- جيسيكا بيل على موقع قاعدة بيانات الأفلام العربية
- جيسيكا بيل على موقع ألو سيني (الفرنسية)
- جيسيكا بيل على موقع ميوزك برينز (الإنجليزية)
- جيسيكا بيل على موقع تيرنر كلاسيك موفيز (الإنجليزية)
- جيسيكا بيل على موقع أول موفي (الإنجليزية)
- جيسيكا بيل على موقع بوكس أوفيس موجو (الإنجليزية)